# Ramgarh (Jammu en Kasjmir)
Ramgarh is een plaats en “notified area” in het district Samba van het Indiase unieterritorium Jammu en Kasjmir.

## Demografie
Volgens de Indiase volkstelling van 2001 wonen er 4.540 mensen in Ramgarh, waarvan 52% mannelijk en 48% vrouwelijk is. De plaats heeft een alfabetiseringsgraad van 67%.